# Derviš Sušić
Derviš Sušić (3. června 1925 Vlasenica, Království Srbů, Chorvatů a Slovinců – 1. září 1990 Tuzla, Socialistická federativní republika Jugoslávie) byl bosenskohercegovský novinář a spisovatel bosňáckého původu.

## Život
Základní školu navštěvoval v rodné Vlasenici, nižší gymnázium pak v Tuzle a Učitelskou školu v Sarajevu. Na studiích citově přilnul k marxistickým myšlenkám, což záhy stvrdil i vstupem do ilegálního Svazu komunistické mládeže Jugoslávie (SKOJ). Společně s několika spolužáky učitelské školy se poté roku 1942 přidal k ozbrojenému partyzánskému hnutí proti německým okupantům a ustašovskému režimu.
Po skončení války působil jako učitel v Srebrenici a Tuzle. Nato pracoval jako novinář v redakcích listů Omladinska riječ (Slovo mládežníka), Oslobođenje (Osvobození, 1949–1951) a Zadrugar (Družstevník). Nejdelší část profesního života strávil jako referent a nakonec i ředitel Národní knihovny v Tuzle (od roku 2002 nosí jeho jméno).
Zájem širšího čtenářského publika si vysloužil satirickým románem Ja, Danilo (Já, Danilo, Sarajevo 1960) a jeho pokračováním Danilo u stavu mirno (Danilo v pohovu, Sarajevo 1961). Vážnější témata zpracoval v románech Uhode (Zvědové, Sarajevo 1971), Hodža strah (Hodža strach, Sarajevo 1973) a Nevakat (Nečas, Sarajevo 1986).
Sušić byl členem Akademie věd a umění Bosny a Hercegoviny (dopisujícím od 1975, řádným od 1981).

## Dílo
- Jabučani (Jabučané, Sarajevo 1950)
- S proleterima (S proletáři, Sarajevo 1950)
- Momče iz Vrgorca (Kluk z Vrgorce, Sarajevo 1953), román
- Ja, Danilo (Já, Danilo, Sarajevo 1960, 1963, 1969, 1983, 1984, 1984/85, 1989); německy s pokračováním: Danilo und die Weltgeschichte (Bern-München-Wien 1966), slovensky: Svätec v čižmách (Bratislava 1970), maďarsky: Én, Danilo (Budapest 1970), polsky: Ja, bośniacki partyzant (Warszawa 1975), rusky: Ja, Danila (Moskva 1982)
- Danilo u stavu mirno (Danilo v pohovu, Sarajevo 1961)
- Teferič (Piknik, Sarajevo 1963)
- Kurir (Kurýr, Sarajevo 1964, 1969, 1976), román pro děti
- Drugarica istorija (Kamarádka historie, Tuzla 1965), drama pro děti
- Pobune (Vzpoury, Sarajevo 1966, 1986, 1991, 1997, 1998 a 2000, Tuzla 1980), román
- Uhode (Zvědové, Sarajevo 1971, 1982, 1985 a 1989, Tuzla 1980), román, slovinsky: Zalezovalci (Ljubljana 1979), anglicky: Spies (Sarajevo 2017)
- Hodža strah (Hodža strach, Sarajevo, 1973, 1980, 1986, Zagreb 2005), román, slovensky: Hodža strach (Bratislava 1977)
- Žestine (Vzněty, Sarajevo 1976 a 1985)
- Tale (Tale, Sarajevo 1980), román
- Parergon (Sarajevo 1980), poznámky k románu Tale
- Izabrana djela, I–III (Vybrané spisy, Tuzla 1980)
- Žar i mir, I–II (Sarajevo 1983), román
- Veliki vezir (Velkovezír, Sarajevo 1984, 1997, 1998, 1999 a 2000), drama
- Ja, Danilo; Uhode (Já, Danilo; Zvědové, Sarajevo 1984), dva romány v jednom
- Izabrana djela, I–X (Vybrané spisy, Sarajevo 1985)
- A: triptih (A: triptych, Sarajevo 1985)
- Nevakat (Nečas, Sarajevo 1986, 2008 a 2010), román, albánsky: Kohë e ligë (Prishtinë 1987)
- Listopad (Sarajevo 1987), román
- Jesenji cvat (Podzimní květ, Sarajevo 1988), drama
- Drame (Dramata: Jesenji vrt, Veliki vezir, Posljednja ljubav Hasana Kaimije, Baja i drugovi) (Sarajevo 1988), dramata
- Cvijet za čovjekoljublje (Květ pro lidumilství, Sarajevo 1990), drama
- Čudnovato (Podivně, Sarajevo 1992)
- Izabrana djela Derviša Sušića, I–X (Vybrané spisy, 11 knih v 10 svazcích, Sarajevo 2016)